# Torre delle Stelle
Torre delle Stelle è una località marittima che fa parte dei comuni di Maracalagonis (in maggioranza) e Sinnai (spiaggia di Genn'e Mari), nella Città Metropolitana di Cagliari. È una rinomata località turistica del Golfo di Cagliari.

## Territorio

### Geografia fisica
La località si estende nel promontorio della torre de Su Fenugu, che divide le due spiagge principali: Cann'e Sisa (in comune di Maracalagonis) e Genn'e Mari (in comune di Sinnai). Torre delle Stelle confina a nord con la località marittima di Geremeas (Quartu Sant'Elena) e a sud si trova a poca distanza da quella di Solanas (Sinnai).
La località dista circa 21 km da Maracalagonis e Sinnai e 34 km da Cagliari ed è collegata dalla suggestiva Strada provinciale 17 "Litoranea" Quartu Sant'Elena-Villasimius.

## Storia
Come località marittima, Torre delle Stelle è stata fondata nella fine degli anni 60', ma nel 1968 sono stati rinvenuti i resti di un edificio termale in pietra e mattoni con pavimento a mosaico dell'età romana.

### La tragedia del Loredan
Il 10 aprile 1943 la motonave Loredan, la cisterna Isonzo e il piroscafo Entella partirono dal porto di Cagliari in direzione de La Maddalena.
Il convoglio venne avvistato dal sommergibile britannico Safari e alle 18 o 18:20, all'altezza di Torre delle Stelle il Safari sparò 4 siluri al convoglio, il Loredan e l'Isonzo affondarono e l'Entella si incagliò nella costa.

## Monumenti e luoghi d'interesse

### Torre de Su Fenugu
La torre è stata costruita dagli aragonesi nel 1578 per sorvegliare il golfo di Cagliari, è fatta in granito e la porta è a 4 metri di altezza per impedire l'ingresso di pirati e invasori. La torre è raffigurata sullo stemma del comune di Maracalagonis.

### Statua del Cristo
A ovest della spiaggia di Genn'e Mari si trova, a circa 7 metri di profondità, la Statua del Cristo, realizzata in pietra arenaria da Franco Congiu. Ogni estate, i primi di Agosto, subacquei, credenti, curiosi e appassionati, si radunano nella spiaggia di Torre delle Stelle per assistere alla festa del Cristo.

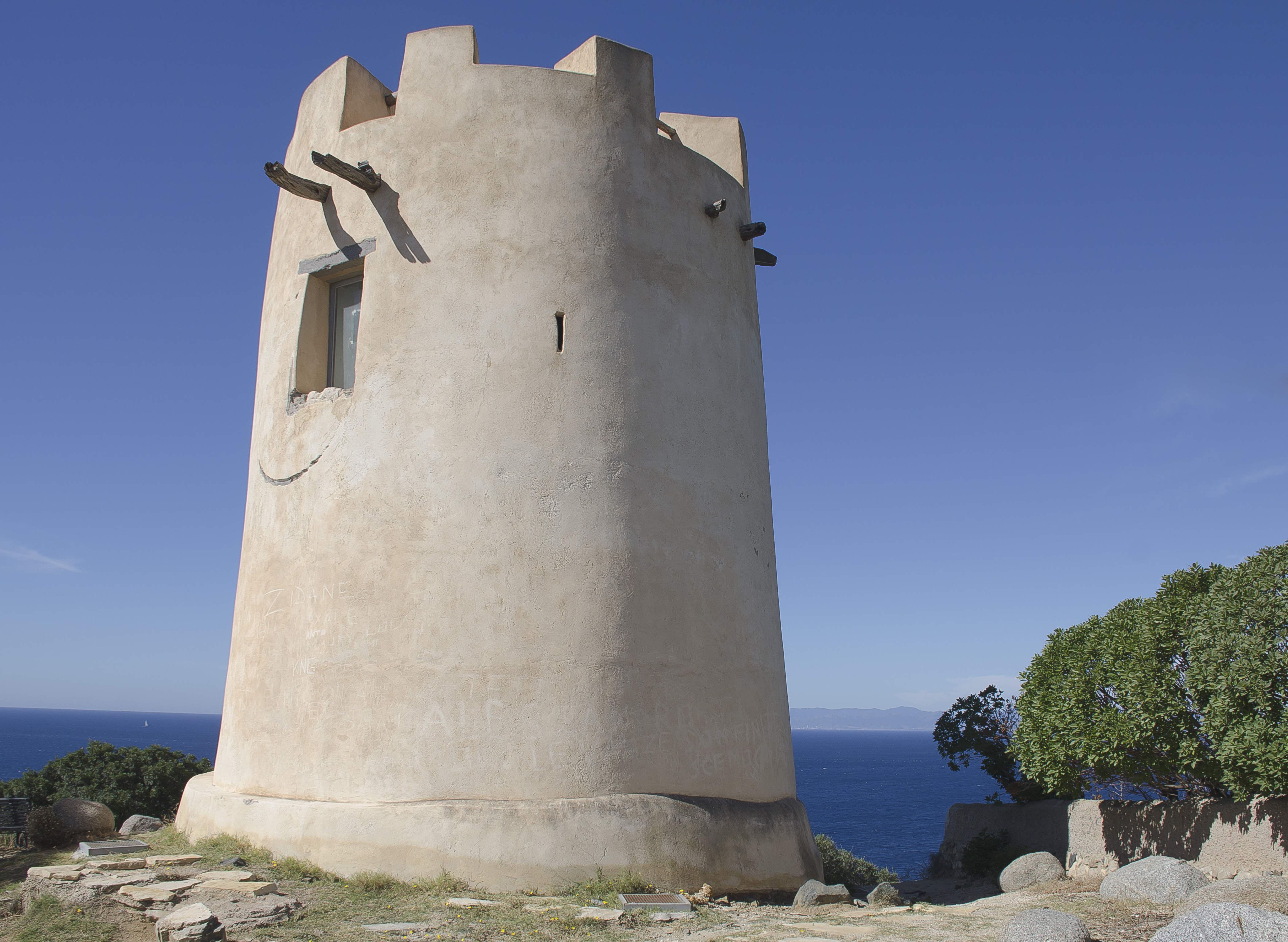
La torre

### Spiagge
La località ha due spiagge separate dal promontorio, Cann'e Sisa, rivolta verso ovest, e Genn'e Mari, rivolta verso sud.